# Spitaki Lerrnants'k'
Spitaki Lerrnants'k' är ett bergspass i Armenien. Det ligger i den nordvästra delen av landet, 70 kilometer norr om huvudstaden Jerevan. Spitaki Lerrnants'k' ligger 2 356 meter över havet.
Terrängen runt Spitaki Lerrnants'k' är huvudsakligen kuperad, men österut är den bergig. Spitaki Lerrnants'k' ligger uppe på en höjd. Runt Spitaki Lerrnants'k' är det ganska tätbefolkat, med 75 invånare per kvadratkilometer.. Närmaste större samhälle är Vanadzor, 19,6 kilometer öster om Spitaki Lerrnants'k'.
Trakten runt Spitaki Lerrnants'k' består i huvudsak av gräsmarker.